# Ddmasjen
Ddmasjen (armeniska: Դդմաշեն) är en ort i Armenien. Den ligger i provinsen Gegharkunik, i den centrala delen av landet, 50 kilometer nordost om huvudstaden Jerevan. Ddmasjen ligger 1 797 meter över havet och antalet invånare är 2 157.
Terrängen runt Ddmasjen är kuperad. Närmaste större samhälle är Hrazdan, 9,2 kilometer sydväst om Ddmasjen. 
Trakten runt Ddmasjen består till största delen av jordbruksmark. Runt Ddmasjen är det ganska tätbefolkat, med 72 invånare per kvadratkilometer.